# Пескорокијано
Пескорокијано (итал. Pescorocchiano) је насеље у Италији у округу Ријети, региону Лацио.
Према процени из 2011. у насељу је живело 599 становника. Насеље се налази на надморској висини од 818 м.

## Становништво
Према резултатима пописа становништва 2011. у општини је живело 2.211 становника.
| 1931. | 1936. | 1951. | 1961. | 1971. | 1981. | 1991. | 2001. | 2011. |
| ----- | ----- | ----- | ----- | ----- | ----- | ----- | ----- | ----- |
| 6.542 | 6.676 | 6.675 | 5.802 | 3.954 | 3.140 | 2.738 | 2.553 | 2.211 |